# جهانی زبانی
جهانی زبانی یا جهانی‌های زبانی یا همگانی‌های زبان (به انگلیسی: Linguistic universal یا Linguistic universals) الگو یا عنصری است که به‌صورت نظام‌مند در زبان‌های طبیعی نمود می‌یابد. مثلاً همهٔ زبان‌ها دارای واکه (مصوِّت) و همخوان (صامت) هستند.
نخستین بار جوزف گرینبرگ بر این مفهوم تأکید کرد و «جهانی‌ها» بعدها در دستور زایشی بسیار اهمیت یافتند.